# 宋學道
宋學道（1575年—？），字仲明，號仁宇，又號悊陽，直隸廣平府永年縣人，民籍，明朝官员。

## 生平
萬曆二十八年（1600年）庚子科順天府鄉試第一百二十九名舉人，萬曆三十八年（1610年）庚戌科會試一百三十一名，第三甲第二百九名進士。刑部觀政。授山西長子縣知縣，四十三年本省同考，四十四年考察。萬曆四十五年（1617年），左遷河南按察司照磨。

## 家族
曾祖宋傑；祖宋子貞，歲貢、贈湖廣道監察御史；父宋范，辛未進士、湖廣按察司僉事、前湖廣道御史、翰林院庶吉士；母成氏（封孺人）；繼母賈氏。嚴侍下。
兄學書（庠生）；學古（庠生）；學易（鞏昌府通判），弟學韶（壬子舉人）；學倫（庠生）；學性（庠生）；學說（庠生）；學聚（庠生）；學院（武舉）；學確；學講（庠生）；學中。
子順恪（庠生）；順恂；順佰；順㥠。